# Odontocarya froesii
Odontocarya froesii är en tvåhjärtbladig växtart som beskrevs av Rupert Charles Barneby. Odontocarya froesii ingår i släktet Odontocarya och familjen Menispermaceae. Inga underarter finns listade i Catalogue of Life.